# Trichodactylidae
De Trichodactylidae is een familie uit de superfamilie Trichodactyloidea van de infraorde krabben (Brachyura).

## Systematiek
De Trichodactylidae omvat volgende onderfamilies:
- Dilocarcininae  Pretzmann, 1978
- Trichodactylinae  H. Milne Edwards, 1853